# Newton Baker
Newton Diehl Baker (3 de diciembre de 1871, Martinsburg, Virginia Occidental - 25 de diciembre de 1937, Cleveland, Ohio) fue un secretario de guerra estadounidense.
Ejerció derecho en Martinsburg desde 1897, después se trasladó a Cleveland donde fue elegido alcalde de la ciudad para el período 1912–1916. Ayudó a obtener la candidatura presidencial de 1912 en favor de Woodrow Wilson, quien lo designó secretario de guerra para ejercer el cargo entre 1916 y 1921.
Aunque fue pacifista, Baker desarrolló un plan de servicio militar obligatorio y supervisó la movilización de más de cuatro millones de hombres durante la Primera Guerra Mundial. En 1928 fue adscrito al Tribunal de Arbitraje Internacional en La Haya.
- Datos: Q926206
- Multimedia: Newton D. Baker / Q926206